# Hatupangan
Hatupangan is een bestuurslaag in het regentschap Mandailing Natal van de provincie Noord-Sumatra, Indonesië. Hatupangan telt 512 inwoners (volkstelling 2010).